# 日光プリンスホテル
日光プリンスホテル（にっこうプリンスホテル）は、かつて栃木県日光市中宮祠の中禅寺湖畔菖蒲ヶ浜にあったリゾートホテルである。

## 概要
- 立地は日光国立公園内にある。
- 建物はRC造、木造で佐藤秀三設計。第20回BCS賞受賞（1979年）
- 敷地は中宮祠林業の製材工場跡地を利用（コテージは日光水産の跡地利用）
- 敷地面積（26,218㎡）・建築面積（3,898㎡）・延床面積（5,746㎡）

## 沿革
- 1976年（昭和51年）- 4月24日、ホテル開業（60室）
- 1979年（昭和54年）- 第20回BCS賞を受賞[1]。
- 1987年（昭和62年）- 7月16日、コテージ増設（6人用8棟・8人用6棟）
- 1993年（平成5年）- 12月23日、日光菖蒲ヶ浜スキー場開業。
- 2001年（平成13年）-　7月17日、天皇が行幸（執務）[2]。
- 2005年（平成17年） - 冬季営業休止。
  - 温泉採掘（単純泉湧出）
- 2007年（平成19年） - 日光菖蒲ヶ浜スキー場廃業。
- 2008年（平成20年）- 11月24日、ホテル営業終了。
- 2015年（平成28年）- 12月1日、プリンスホテル代表取締役社長に赤坂茂好（二代目支配人）が就任[3]。
- 2017年（平成29年）- 3月11日、西武HD、日光プリンス再開検討（会員制ホテルで2019年度以降）[4][5][6]。

## 施設
- 客室数92室（地上2階建60室・コテージ32棟）、収容人員316名。
- レストラン
  - メインダイニング（100席）
  - ラウンジ（44席）
  - メインバー（20席）
- 宴会場
  - プリンスホール（130名）
- 屋外温水プール
- テニスコート（2面）
- モーターボート
- エステ（コテージ）

## アクセス
- 鉄道:JR・東武日光駅より湯元温泉行きバスで約1時間（竜頭の滝下車、徒歩5分）
- 車:東北自動車道宇都宮ICより日光宇都宮道路で約1時間（49km）

## 存続運動関係者、OB
- 斎藤文夫
- フードピア日光
- 渡辺彰
- 藤井功
- 平山憲一